# Bluebox

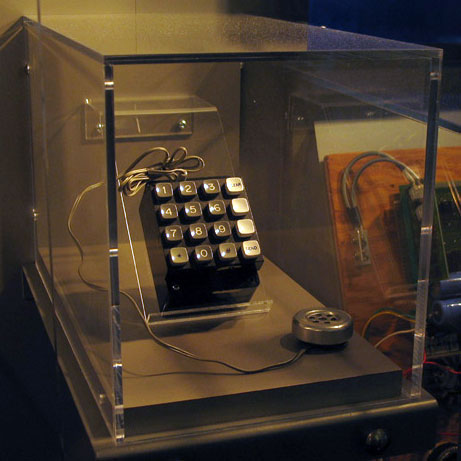
Una réplica de una de las primeras cajas azules.

Una caja azul, en inglés bluebox, es un aparato electrónico que emite diversos tonos por la línea telefónica y que se utiliza para realizar pirateo telefónico. 
El tono básico es un silbido de 2600 Hz que fue imitado por John Draper con un silbato que regalaban en cajas de cereal, lo cual le hizo famoso.

## Historia
En 1955, la Revista Técnica de Bell System publicó un artículo titulado In Band Signal Frequency Signalling, en el que se describía el proceso usado para el enrutamiento de llamadas telefónicas sobre líneas que usaban el sistema de ese momento, R1. El artículo no indicaba las frecuencias de los tonos. 
La otra parte de la ecuación fue revelada en 1964 por la misma revista: otro artículo fue publicado indicando las frecuencias usadas por los dígitos que eran utilizados por los códigos de enrutamiento de la época. Con estas dos piezas de información, el sistema telefónico estaba a disposición de cualquiera que tuviera cierto conocimiento de electrónica.
Sin embargo, contrario a numerosas historias, antes de ser encontrado en los artículos de la Revista Técnica del Bell System, fue descubierto por muchos, algunos inintencionadamente y con molestia, que ciertas líneas de Bell podían ser reiniciadas con un tono de 2600 Hz. Famosos piratas telefónicos, tales como Joe Engressia (conocido como Joybubbles) y Bill desde New York podían producir silbidos de 2600 Hz.
Con la introducción de la caja azul, fue que una vez que los individuos exploraron la red telefónica se inició el desarrollo de una nueva subcultura. Famosos piratas telefónicos como John Draper (también conocido como Capitán Crunch), Mark Bernay, Al Bernay, Joe Engressia, Evan Doorbell, Bill desde New York, y Ben Decibel usaron cajas azules para explorar los códigos ocultos que no era posible marcar desde una línea telefónica regular
Dos de los más famosos piratas telefónicos son Steve Wozniak y Steve Jobs, fundadores de Apple Computer. En una ocasión Wozniak llamó a la Ciudad del Vaticano, se identificó a sí mismo como Henry Kissinger (imitando el acento alemán de Kissinger) y solicitó hablar con el papa (que se encontraba durmiendo).

## Frecuencias
| Código | 700 Hz | 900 Hz | 1100 Hz | 1300 Hz | 1500 Hz | 1700 Hz |
| ------ | ------ | ------ | ------- | ------- | ------- | ------- |
| 1      | X      | X      |         |         |         |         |
| 2      | X      |        | X       |         |         |         |
| 3      |        | X      | X       |         |         |         |
| 4      | X      |        |         | X       |         |         |
| 5      |        | X      |         | X       |         |         |
| 6      |        |        | X       | X       |         |         |
| 7      | X      |        |         |         | X       |         |
| 8      |        | X      |         |         | X       |         |
| 9      |        |        | X       |         | X       |         |
| 0      |        |        |         | X       | X       |         |
| A      | X      |        |         |         |         | X       |
| B      |        | X      |         |         |         | X       |
| C      |        |        | X       |         |         | X       |
| D      |        |        |         | X       |         | X       |
| ST1    |        |        |         |         | X       | X       |
| ST2    |        |        |         |         | X       | X       |

- Código(1... D) + ST1: Envía la frecuencia más baja asociada al código previamente seleccionado y las frecuencias propias de cada envío 1500 y 1700 Hz

- Código(1... D) + ST2: Envía la frecuencia más baja asociada al código previamente seleccionado y las frecuencias propias de cada envío 1500 y 1700 Hz